# تراموا لیون
تراموا لیون (فرانسوی: Tramway de Lyon‎) سیستم تراموا در شهر لیون، فرانسه است.
این تراموا در سال ۲۰۰۱ تأسیس شده و هم‌اکنون دارای ۶ خط، ۸۴ ایستگاه و ۷۵٫۳ کیلومتر طول می‌باشد.

## نگارخانه

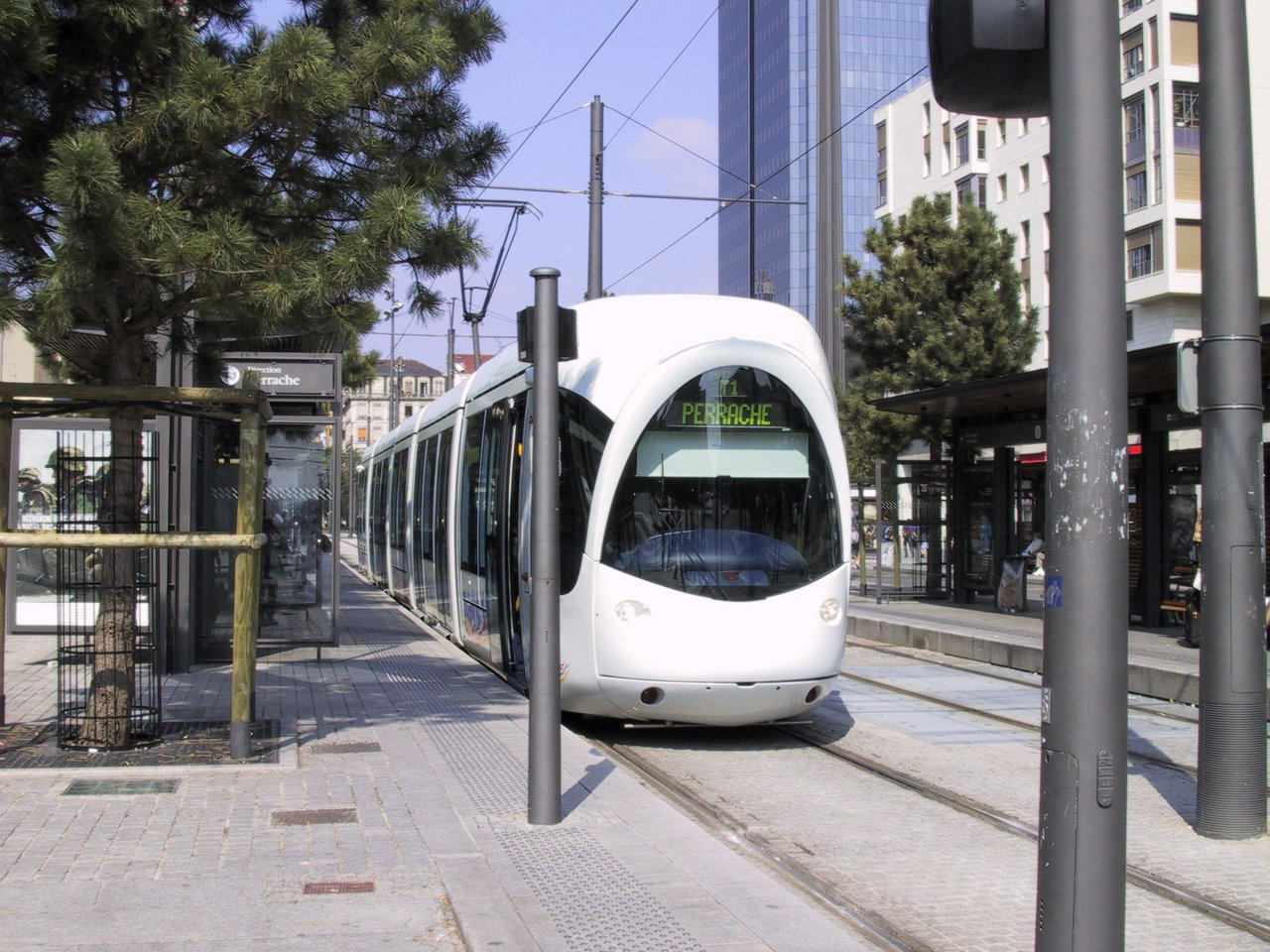
خط ۱
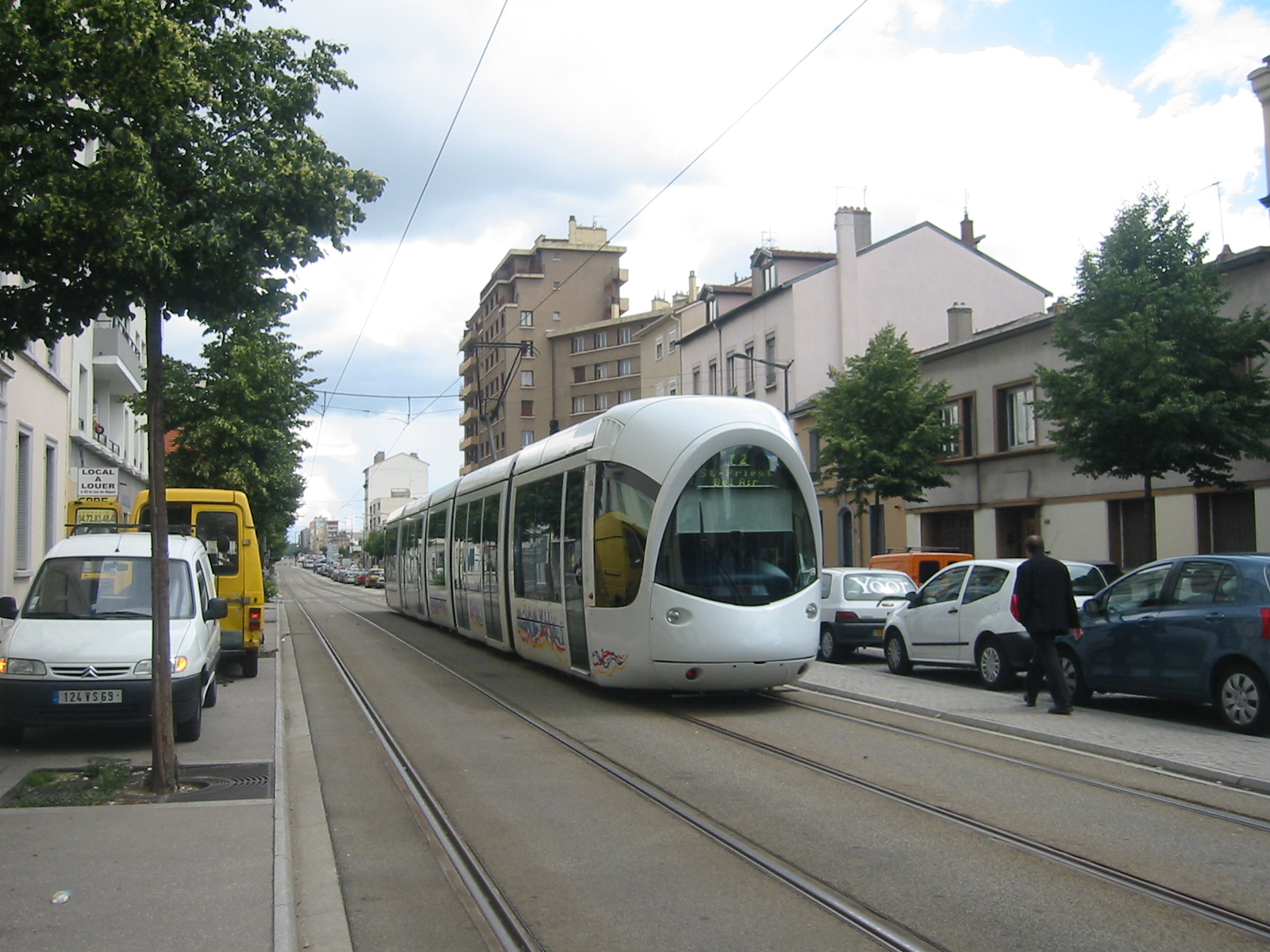
خط ۲
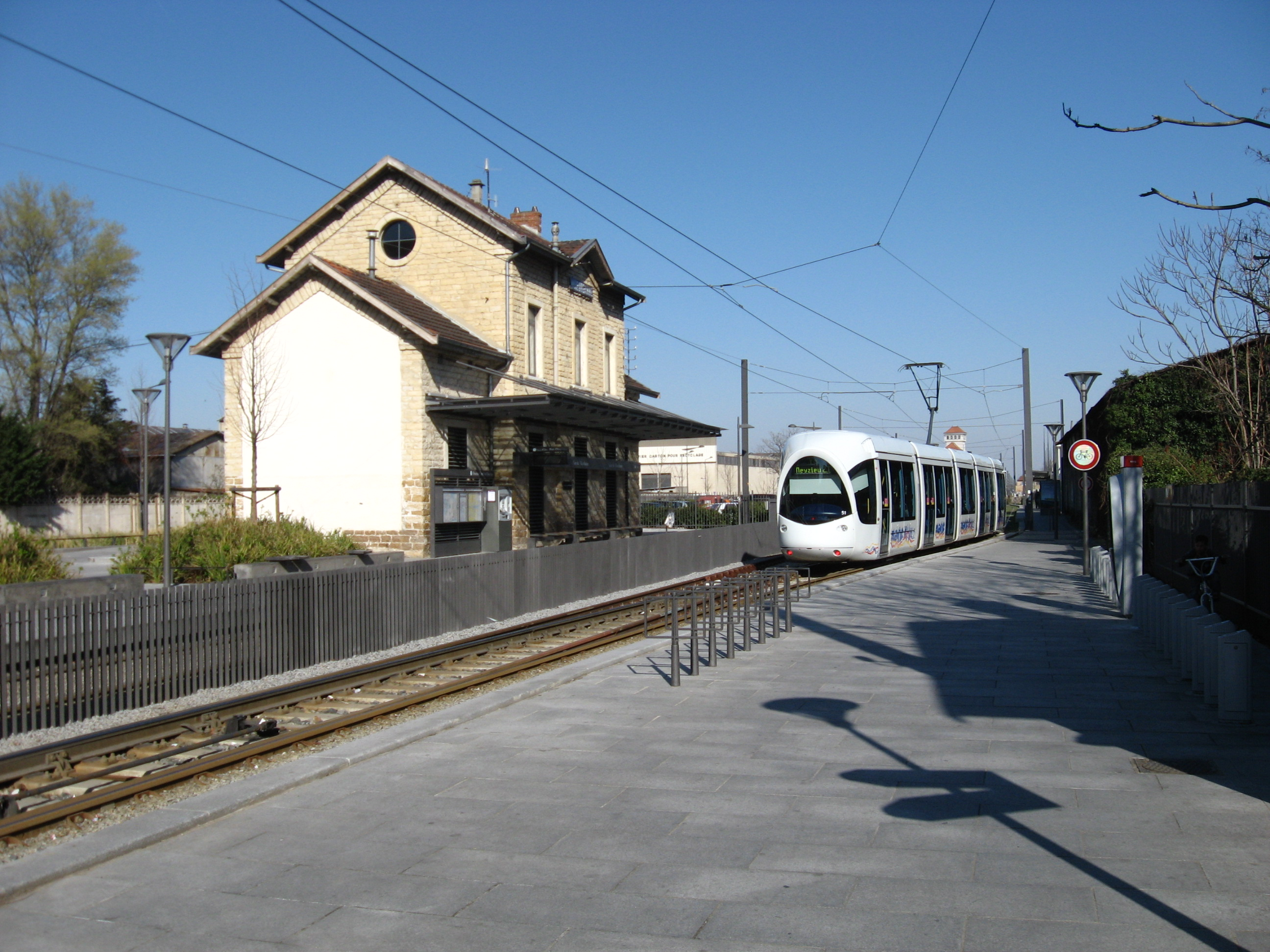
خط ۳
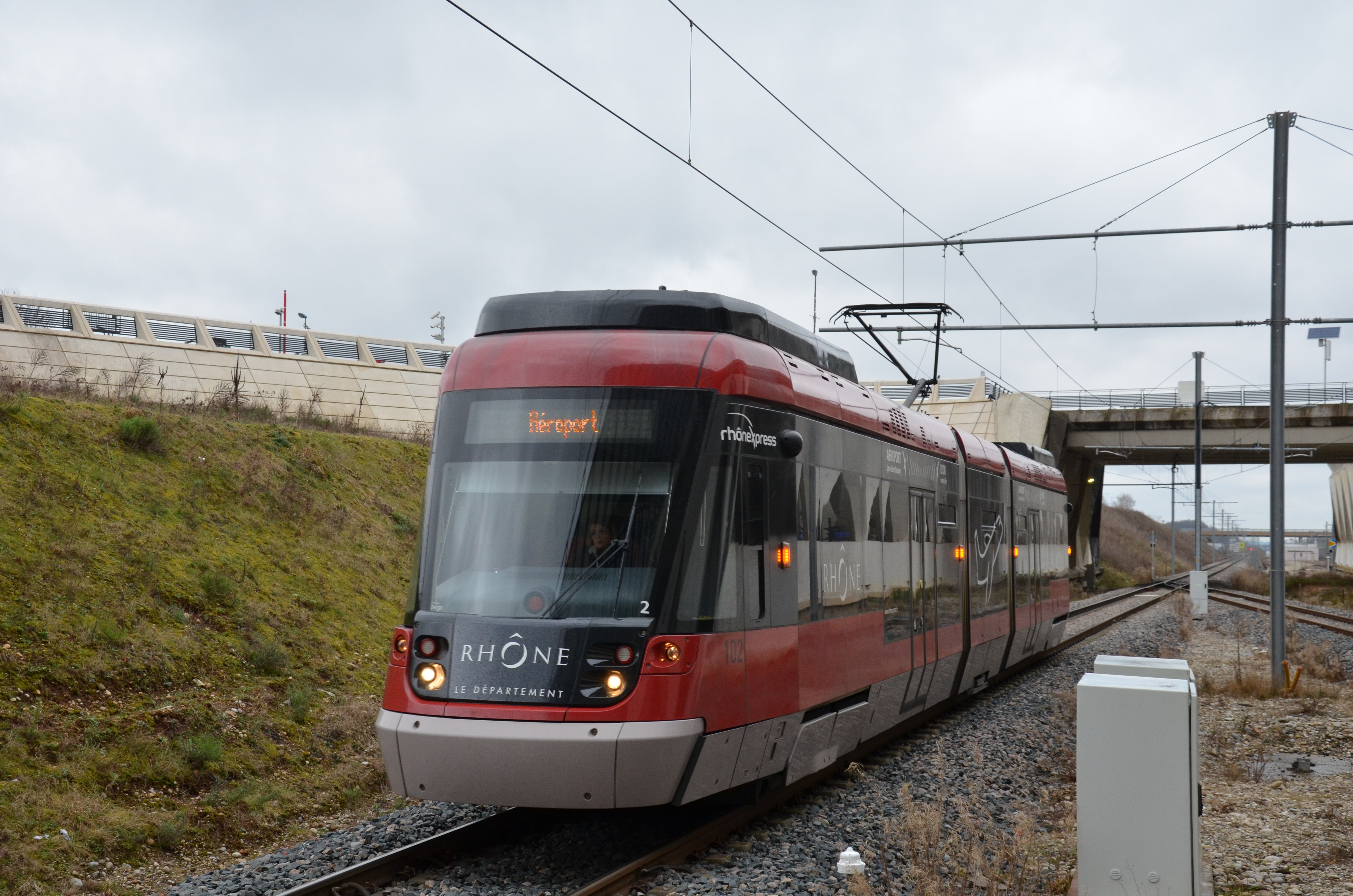
خط Rhônexpress - از فرودگاه لیون-سینت اگزوپری تا ناحیه La Part-Dieu